# أوسكار لوركه

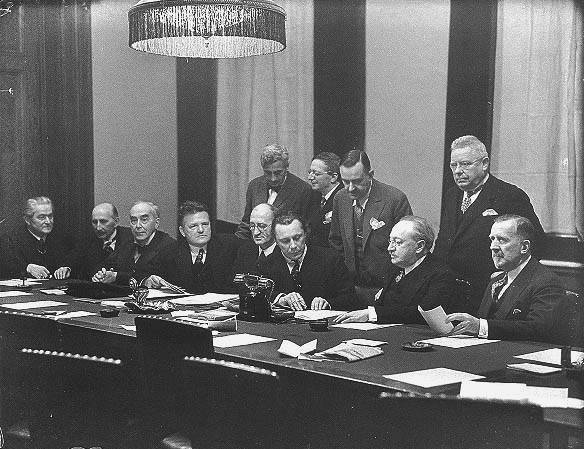
Loerke (1929)

أوسكار لوركه Oskar Loerke (ولد في 13 مارس 1884 في يونجن قرب شفيتس على نهر الفيكسل – ومات في 24 فبراير 1941 في برلين) هو شاعر ألماني من شعراء الحركة التعبيرية.

## حياته
درس أوسكار لوركه التاريخ واللغة الألمانية وأدبها والفلسفة والموسيقى في برلين. وترك الدراسة في عام 1906، وتعرف في العام نفسه على كلارا فيستفال التي ستصبح رفيقته فيما بعد. قام بعدة رحلات طويلة في ألمانيا وفرنسا بين عامي 1908 و 1912. ووثق تجاربه في مذكرات رحلات. والتقى في عام 1909 لأول مرة بموريتس هايمان، الذي كان مراجعا في دار نشر S. Fischer.
بدأ مشواره الأدبي بصدور أولى قصصه بعنوان «فينيتا» Vineta في عام 1907. وفي عام 1911 صدرت أولى مجموعاته الشعرية. ويغلب شعر الطبيعة على شعره الذي يتميز أسلوبه بالشكل الصارم وكثافة الصور البيانية والإيقاع الموسيقي والملامح الأسطورية. وحصل في عام 1913 وهو في الخامسة عشرة من عمره على جائزة كلايست (مناصفة مع هيرمان إيسيج Hermann Essig). وقد مكنته المكافأة المالية للجائزة من القيام برحلات أخرى إلى إيطاليا والجزائر.
وكان لوركه بين عامي 1910 و 1917 عضوا في «جمعية الخميس» Donnerstags-Gesselschaft، والتي تعتبر ملتقى لنخبة برلين المثقفة والفنية وكانت تدور فيها النقاشات حول الأدب والرسم والموسيقى.
عمل لوركه منذ عام 1917 مراجعا في دار نشر فيشر S. Fischer، وتعرف هناك على كتاب الدار وبصفة خاصة على توماس مان. وبعد الحرب العالمية الأولى كان لوركه من المؤيدين المتحمسين اماكس هيرمان نايسه وفالتر راينر.
نشر لوركه عدة مقالات أدبية ونقدية بين عامي 1920 و 1928 في مجلة Berliner Börsen-Courier. ونشر كذلك بين عامي 1929 و 1932 مقالت للمجلة الأدبية Die Kolonne، التي منفتحة على شعر الطبيعة. وأصبح عضوا في عام 1926 في الأكاديمية البروسية للفنون. وحصل بعد عامين على وظيفة بأجر كأمين لقسم الفن الأدبي. وعقد في عام 1926 عدة محاضرات حول «مشاكل الصياغة في الشعر» Formprobleme der Lyrik. وأقام عدة أمسيات قراءة Leseabende بين عامي 1931 و 1937 في دار النشر البرلينية Rabenpresse.
كما نجد حبه للموسيقى في عملين نثريين حول يوهان سيباستيان باخ وأنتون بروكنر. وفي عام 1933 تم فصله لأسباب سياسية من الأكاديمية البروسية للفنون. وعاد إلى بيته في ضاحية فروناوْ البرلينية Berlin-Frohnau. وفرض النازيون الحظر على كتبه، واعتبر لوركه في تلك الفترة واحدا من أقلام الهجرة الداخلية. ومات في عام 1941 في Berlin-Frohnau.

## من أعماله
- قصائد 1916
- المدينة السرية 1921
- غابة العالم 1936
- فينيتا 1907
- فرانتس بفينتس 1909

## روابط خارجية
- أوسكار لوركه على موقع مونزينجر (الألمانية)